# Campionati giapponesi di ski cross 2017
I Campionati giapponesi di ski cross 2017 si sono svolti ad Kashimayari il 10 marzo. Il programma ha incluso sia la gara femminile che la gara maschile. 
Trattandosi di competizioni valide anche ai fini del punteggio FIS, vi hanno partecipato anche sciatori di altre federazioni, senza che questo consentisse loro di concorrere al titolo nazionale giapponese.

## Risultati

### Uomini
| Pos. | Atleta           | Nazione  |
| ---- | ---------------- | -------- |
| 1    | Yuki Nakagawa    | Giappone |
| 2    | Nobuhiro Tsuzuki | Giappone |
| 3    | Ryota Okuyama    | Giappone |
| 4    | Shuhei Tomatsuri | Giappone |

### Donne
| Pos. | Atleta          | Nazione  |
| ---- | --------------- | -------- |
| 1    | Akane Atomura   | Giappone |
| 2    | Yuka Nagoshi    | Giappone |
| 3    | Sachi Hirakawa  | Giappone |
| 4    | Sakura Kamimura | Giappone |